# Сражение при Тьюпело
Сражение при Тью́пело (англ. Battle of Tupelo) или сражение при Харрисберге (англ. Battle of  Harrisburg) произошло 14—15 июля 1864 года около города Тьюпело (Миссисипи) в ходе гражданской войны в США. После того, как отряд Стёрджиса был разбит Форрестом при Брайс-Кроссроудс, Шерман приказал повторить рейд более крупными силами и поручил операцию генералу Эндрю Смиту. Смит подошёл к Тьюпело и занял оборонительную позицию. Форрест не решился взять на себя командование, и сражение возглавил генерал-лейтенант Стивен Ли. Плохо организованная фронтальная атака была отбита федеральной армией с большим потерями для Южан. По какой-то причине Форрест, командовавший кавалерийской бригадой, тоже слабо проявил себя в сражении, которое стало самым спорным моментом его карьеры.

## Предыстория

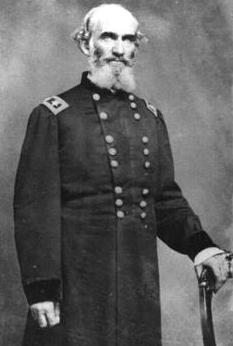
Генерал Эндрю Смит

После того, как 10 июня 1864 года Форрест разбил армию Стёрджиса в сражении при Брайс-Кроссроудс, информация об этом событии дошла до военного секретаря, который 14 июня передал её генералу Шерману. Шерман ответил, что приказал генералу Эндрю Смит идти в Мемфис и там разгромить Форреста любой ценой. Он писал, что у Форреста есть только кавалерия, и он не представляет, как он смог разгромить Стёрджиса с его восемью тысячами человек. 24 июня Шерман написал президенту Линкольну, что поручил генералам Смиту и Моверу преследовать и убить Форреста, обещая за это способствовать присвоению им звания генерал-майора. Шермана сильно беспокоила кавалерия Форреста, которая могла совершить рейд в его тыл. Ему приходилось держать крупные силы в Декейторе и в Нашвилле, которые в ином случае можно было бы задействовать в наступлении на Атланту.
Отряд, который был сформирован для очередного рейда против Форреста насчитывал 3200 кавалерии, 11000 пехоты и 500 артиллеристов при 22-х орудиях. Кавалерией командовал генерал Гриерсон. Бригадный генерал Мовер командовал 1-й дивизией XVI армейского корпуса; полковник Дэвид Мур командовал 3-й дивизией. Цветная бригада Эдварда Бутона снова участвовала в рейде. Эндрю Смит осуществлял общее командование всем отрядом. 5 июля Смит выступил из Ла-Гранжа, 8 июня прошёл Рипли, 9 июня перешёл реку Таллахатчи в Нью-Олбани и 10 июня оказался севернее городка Понтоток. Южане не оказывали серьёзного сопротивления. 7 июня отряд в 600 миссисипцев вступил в перестрелку с противником около Рипли, но был быстро отброшен.